# Gruzini
Gruzini, nazwa własna: Kartwelowie (gruz. ქართველები Kartwelebi) – naród kartwelski, zamieszkujący głównie Gruzję (3,2 mln), a także Turcję (168 tys.), Rosję (157 tys.) oraz Iran (62 tys., głównie Ferejdunszahr). Posługuje się językiem gruzińskim, który należy do kartwelskiej rodziny językowej. Dominującym wyznaniem wśród Gruzinów jest prawosławie.
Gruzini wywodzili się z cywilizacji kolchijskiej i iberyjskiej starożytności, Kolchida była połączona ze światem helleńskim, podczas gdy Iberia znajdowała się pod wpływem Imperium Achemenidów, dopóki Aleksander Wielki nie podbił jej. W IV wieku Gruzini stali się jednymi z pierwszych, którzy przyjęli chrześcijaństwo, a obecnie większość Gruzinów to prawosławni, przy czym większość podąża za narodowym autokefalicznym gruzińskim Kościołem prawosławnym, chociaż istnieją niewielkie grupy gruzińskich katolików, gruzińskich społeczności muzułmańskich, a także znaczna liczba niereligijnych Gruzinów. Położone na Kaukazie, na kontynentalnym skrzyżowaniu Europy i Azji, w średniowieczu Gruzini utworzyli zjednoczone królestwo Gruzji w 1008 r,  imperium pankaukaskie, później inauguracja Złotego Wieku Gruzji, szczytu politycznej i kulturalnej potęgi narodu. Trwało to do osłabienia, a następnie rozpadu królestwa w wyniku XIII-XV-wiecznych najazdów Mongołów i Timura, czarnej śmierci, upadku Konstantynopola, a także wewnętrznych podziałów po śmierci Jerzego V Wspaniałego w 1346, ostatniego z wielkich królów Gruzji.
Następnie przez cały okres nowożytny Gruzini stali się politycznie podzieleni i zdominowani przez Imperium Osmańskie i kolejne dynastie Iranu. Gruzini zaczęli szukać sojuszników i znaleźli na horyzoncie politycznym Rosjan jako potencjalnego zastępcę utraconego Cesarstwa Bizantyjskiego „w imię wiary chrześcijańskiej”. Gruzińscy królowie i rosyjscy carowie wymienili się co najmniej 17 ambasadami, co zakończyło się w 1783 r., kiedy Herakliusz II ze wschodniego gruzińskiego królestwa Kartli-Kacheti zawarł sojusz z Imperium Rosyjskim. Sojusz rosyjsko-gruziński przyniósł jednak odwrotny skutek, ponieważ Rosja nie była chętna do wypełnienia warunków traktatu, przystępując do aneksji niespokojnego królestwa w 1801 r. oraz zachodniego gruzińskiego królestwa Imereti w 1810 r.  Było kilka powstań i ruchów mających na celu przywrócenie państwowości, z których najbardziej godnym uwagi był spisek z 1832 r., który upadł. Ostatecznie rosyjskie panowanie nad Gruzją zostało potwierdzone w różnych traktatach pokojowych z Iranem i Turkami, a pozostałe terytoria gruzińskie zostały wchłonięte przez Imperium Rosyjskie w ciągu XIX wieku w sposób fragmentaryczny. Gruzini na krótko potwierdzili swoją niezależność od Rosji pod rządami Pierwszej Republiki Gruzińskiej w latach 1918-1921, a wreszcie w 1991 roku od Związku Radzieckiego.
Naród gruziński składa się z różnorodnych podgrup geograficznych, z których każda posiada charakterystyczne tradycje, obyczaje, dialekty, a w przypadku Swanów i Megrelow także własne języki regionalne. Język gruziński, z własnym unikalnym systemem pisma i bogatą tradycją pisemną, sięgającą V wieku, jest językiem urzędowym Gruzji, a także językiem nauczania wszystkich Gruzinów mieszkających w tym kraju. Według Ministerstwa ds. Diaspory Gruzji, nieoficjalne statystyki mówią, że na świecie jest ponad 5 milionów Gruzinów.